# Distretto di Porto
Il distretto di Porto è un distretto del Portogallo continentale, corrispondente al nucleo della provincia tradizionale del Douro Litorale (Douro Litoral). Confina con i distretti di Braga a nord, di Vila Real a est, di Viseu e Aveiro a sud e con l'Oceano Atlantico a ovest. La superficie è di 2.395 km² (17º maggior distretto portoghese), la popolazione residente (2001) è di 1.781.826 abitanti. Il capoluogo del distretto è Porto.
Il distretto di Porto è diviso in 18 comuni:
- Amarante
- Baião
- Felgueiras
- Gondomar
- Lousada
- Maia
- Marco de Canaveses
- Matosinhos
- Paços de Ferreira
- Paredes
- Penafiel
- Porto
- Póvoa de Varzim
- Santo Tirso
- Trofa
- Valongo
- Vila do Conde
- Vila Nova de Gaia

Nell'attuale divisione principale del paese, il distretto è compreso nella regione Nord (Norte), con i suoi comuni divisi tra le subregioni della Grande Porto, Ave e Tâmega. In sintesi:
- Regione Nord
  - Ave
    - Santo Tirso
    - Trofa

  - Grande Porto
    - Gondomar
    - Maia
    - Matosinhos
    - Porto
    - Póvoa de Varzim
    - Valongo
    - Vila do Conde
    - Vila Nova de Gaia

  - Tâmega
    - Amarante
    - Baião
    - Felgueiras
    - Lousada
    - Marco de Canaveses
    - Paços de Ferreira
    - Paredes
    - Penafiel